# Antonov An-24
O Antonov An-24 é uma aeronave bimotora desenvolvida na ex-União Soviética pelo escritório de projetos aeronáuticos Antonov. O projeto previa uma aeronave com capacidade de transportar cargas e passageiros entre localidades com aerodromos precários usando sua capacidade para pouso e decolagens de pistas curtas e não pavimentadas.